# 板倉光馬
板倉光馬（いたくら みつま、1912年（大正元年）11月18日 - 2005年（平成17年）10月24日）は、日本の海軍軍人。最終階級は海軍少佐。福岡県小倉市（現、北九州市）出身。

## 略歴

### 生い立ち
3人兄弟の次男。当初は画家を志していたが、関門海峡を通過する聯合艦隊の美しさに魅せられ、海軍兵学校に志望を変更したという。旧制福岡県立小倉中学校より海軍兵学校の第61期に入校した。卒業席次は116名中7位。少尉候補生時代には問題児として名を馳せ、遠洋航海時には始末書を8枚という記録を作った。一方では、誰もが調査を諦めた訓練時のトラブルの原因を、根気よく調べ続けてついにつきとめるといった功績も残している。
1935年（昭和10年）少尉任官。戦艦「扶桑」乗組。続いて重巡洋艦「最上」乗組。この時第四艦隊事件に遭遇する。また、上陸時の帰艦時刻にルーズな高級士官の行状に憤り、酔った勢いも手伝って帰艦してきた艦長鮫島具重大佐を殴りつけ、鮫島大佐の温情でかろうじて重巡洋艦「青葉」への転勤で済まされている。この間に潜水艦志望の意を固める。
1936年（昭和11年）中尉昇進、伊68号潜水艦、空母「加賀」、駆逐艦「如月」で勤務。「如月」で急性胃潰瘍を患い一旦は佐世保で入院を命じられたものの、ビールを瓶1ダース飲んで完治を確認、第59回遠洋航海に練習艦「八雲」主任指導官付として乗組（ただし、酔って「八雲」の来客用洋食器を全て叩き割る騒ぎを起こし、教官不適とされる）。
1939年（昭和14年）、伊5号潜水艦を経て水雷学校高等科学生を首席卒業。呂34号潜水艦勤務の後、1940年（昭和15年）潜水学校乙種学生。卒業論文では「潜水艦の防水対策」をテーマとし、区画ブローを中心とした効率的なダメージコントロールを提案した。これは後に高く評価され、潜水艦の応急処置として正式採用されている。そのほかにも上官が「おまえのような強情な部下は初めてだ」と言われると、「失礼ながら、あなたのような人が上官に居ては今後の潜水艦作戦がダメになる」と言い放ち、大目玉を食らうなど、逸話も多い。

### 大東亜戦争（太平洋戦争）
潜水学校を卒業の後、1941年（昭和16年）11月、伊号第169潜水艦水雷長兼分隊長。その後先任将校として、12月8日の真珠湾攻撃に参加。駆逐艦攻撃に失敗し反撃され損傷。その後防潜網にかかり海底に沈下、哨戒艇にも発見されながらも、間一髪で真珠湾を離脱した。
1942年（昭和17年）1月にはミッドウェー方面で通商破壊に従事、ただし戦果に恵まれず、ミッドウェー島の米軍基地を砲撃後日本帰還。同年5月、ミッドウェー海戦の支援のため同海域に展開。7月以降ヌメア方面を始めとするオーストラリア方面通商破壊作戦を行った。
1943年（昭和18年）3月、潜水学校甲種学生を経て伊号第176潜水艦艦長に就任。だが着任前にラエで伊176潜が米軍の執拗な爆雷攻撃により損傷したため、日本まで回航後、同4月伊2潜艦長。5月にはケ号作戦（アリューシャン方面の戦い）のためにアリューシャン方面に向かい、キスカ輸送を2回、及び撤収作戦（アダック島付近での気象通報）に参加。このとき隊内で発生した水難事故を契機に、艦内の酒をすべて処分しようとして、乗員と共に艦内の酒を飲み尽くした。酒宴の間は酒の飲めぬ乗員に甲板を見張らせ落水防止のために絶対誰も甲板に出すなと厳命したが、その当の板倉が甲板に登り、部下に「異常ないか？、誰も甲板に上がっていないな？」と確認したのちに甲板から立ち小便をしている最中にバランスを崩して0度近い水温の海に落下し気絶。見張り勤務の部下に救出され、甲板上で蘇生措置を受けて九死に一生を得た。なお、近くにいた平安丸がこれに気づき「イカニサレシヤ」との信号を送るも、伊2は艦長が海に転落したことをごまかすため、「溺者救助訓練ヲ実施セリ。作業完了、異状ナシ」と返信した。板倉は一生一代の大恥としているが、逆に「不死身」のあだ名を奉られる。
同年6月、少佐昇進。10月以降は再度アリューシャン方面にて通商破壊戦に従事。輸送船1隻撃沈（ただし米側に該当船舶なし）。同年12月に伊41潜に移り、ラバウル方面での作戦輸送任務を命じられラバウル移動。途中で肉薄してきたB-24の爆撃に対して、B-24に逆に帽子を振れと部下に命令することによって、味方と誤認させることにより回避に成功。
1944年（昭和19年）1月より4月まで、ラバウルで輸送任務。その間、スルミに1回、ブーゲンビル島ブインに3回の輸送を行った。ブインへの回数が多いのは、ぜひ伊41号潜水艦をという第八艦隊司令長官・鮫島具重中将（かつて板倉が殴った「最上」艦長）のたっての希望による（この時板倉は鮫島に手土産としてウィスキーを届け、鮫島は戦後その空き瓶を持って日本に帰還。死ぬまで大事にしていたという）。ブイン輸送の帰路には座礁の危険を冒して機雷原と島のわずかな隙間を通ってラバウルに帰還している。さらに、ラバウル撤収における第7潜水戦隊司令部要員をトラックへ輸送後、同年4月、内地に帰還。同じ任務に当たった潜水艦が次々と撃沈または消息を絶つ中、これだけの成功をおさめたのは、米軍のレーダー探知に対抗するため、昼間は水上航走、夜間に潜航という、従来の潜水艦の警戒方法とは逆のパターンを取ったためと言われる。
帰還後は、海軍が開発した水陸両用戦車、特四式内火艇を使った特攻作戦「竜巻作戦」の支援を命じられるが、特四式内火艇の完成度が低く、実用に耐えないと判明したため作戦は中止された。
同年5月にはあ号作戦支援のため出撃、アドミラルティ付近を始め各所を点々とするが、戦果はなく、グアム島の不時着搭乗員を収容の後、6月に内地帰還。
同年8月、第一特別基地隊参謀兼大津島分遣隊長。回天隊水雷参謀兼指揮官として、発案者である黒木博司中尉、仁科関夫少尉と共に回天隊の立ち上げに当たる。その後終戦まで、回天隊指揮官として、訓練、出撃、整備など現場の管理統括を行った。この間、部下を死なせるなどの事故もありずっと自らも出撃を希望し続けていたが遂に叶わず、また、終戦時には自決を企図したが説得されて回天隊の戦後処理に当たった。

### 戦後
戦後は防衛庁海上幕僚監部技術部、三菱重工業神戸造船所勤務。
1963年（昭和38年）4月、海上自衛隊潜水艦はやしおの深々度公試では、経験を買われて操艦を指導した。

## 人物像
極めて酒癖が悪い人物で、上述のように酔った勢いで上官を殴ったり食器を破壊したり果ては海に転落するなどトラブルが絶えず、友人からも「酒乱」だと認識されていた。ただし非常に厳しい人物でもあり、次のようなエピソードも残されている。
- 支那事変の頃、板倉は航空母艦「加賀」の甲板士官となっているが、当時の加賀艦内は、激しい制裁やリンチにより逃亡者や自殺者が出たり、乗組員が食料品を窃盗する「銀蝿」が大規模かつ公然と行われるなど、海軍艦艇の中でも特に風紀が乱れていた[4]。横須賀在泊中には、高級将校が艦内に芸者を呼び宴会を催すことさえされていた[5]。こうした状況を板倉は改め[6]、彼が駆逐艦「如月」に転勤するために加賀を去る際には、加賀乗員達は涙を流して別れを惜しみ、千切れんばかりに帽子を振りながら見送ったと著書には記されている。

## 年譜
- 1912年（大正元年）11月18日- 福岡県小倉市（現在の北九州市）生
- 1930年（昭和5年）4月1日 - 海軍兵学校入校
- 1933年（昭和8年）11月18日 - 海軍兵学校卒業（61期）
- 1934年（昭和9年）2月15日- 練習艦隊遠洋航海出発 西廻り世界一周巡航
  - 7月20日- 帰着
- 1945年（昭和20年）-終戦
  - 復員局にて戦後処理
- 1946年（昭和21年）- 東亜産業株式会社
- 1956年（昭和31年）-食料品店経営
- 1957年（昭和32年）- 海上幕僚監部非常勤嘱託
- 1960年（昭和35年）- 三菱重工業株式会社神戸造船所
  - 1975年（昭和50年）-退職
  - のちボランティア活動などに従事
- 2005年（平成17年）10月24日- 死去 享年94（満92歳没）

## 主要著述物
- 『どん亀艦長青春記』（光人社NF文庫） ISBN 4-7698-2075-5 C0195
  - 改題『不沈潜水艦長の戦い』光人社NF文庫、2011年。ISBN 978-4-7698-2680-4。
- 『不滅のネイビーブルー』（光人社NF文庫） ISBN 4-7698-2061-5 C0195
- 『あゝ伊号潜水艦』（光人社NF文庫） ISBN 4-7698-2005-4 C0195
- 『続・あゝ伊号潜水艦』（光人社NF文庫） ISBN 4-7698-2140-9 C0195

## 映画
- 潜水艦イ-57降伏せず 1959年（板倉秀暢の名で考証指導）